# Thomas & vennerne: Mysteriet på Blåbjerget
Thomas & vennerne: Mysteriet på Blåbjerget (eng. Thomas & Friends: Blue Mountain Mystery) er en animeret britisk film fra 2012 instrueret af Greg Tiernan. Filmen er animeret af selskabet HIT Entertainment i samarbejde.

## Medvirkende

### Danske stemmer[1]
- Christiane Bjørg Nielsen som Annie, Clarabel og Emily
- Ole Rasmus Møller som Cranky, Diesel, Owen og Rusty
- Christian Damsgaard som Edward, Peter Sam, Rocky, Victor og Winston
- Lars Mikkelsen som Fortæller
- Caspar Phillipson som Henry og Thomas Tog
- Troells Walther Toya som James, Kevin, Kontrolchefen, Paxton, Percy
- Daniel Vognstrup Jørgensen som Luke
- Niels Weyde som Merrick, Sir Handel og Skarloey

### Engelske stemmer
- Michael Angelis som Fortælleren
- Michael Brandon som Fortælleren og Diesel
- Ben Small som Thomas, Toby, Rheneas og Owen
- Martin Sherman som Thomas og Percy
- Keith Wickham som Edward, Henry, James, Percy, The Fat Controller, The Thin Controller, Skarloey og Sir Handel
- Kerry Shale som Diesel, Henry, James, Kevin, Sir Topham Hatt og Mr. Percival
- William Hope som Edward, Toby og Rocky
- Teresa Gallagher som Emily, Mavis, Annie og Clarabel
- Jules de Jongh som Emily og Mavis
- Matt Wilkinson som Rocky, Cranky, Kevin, Blue Mountain Quarry Workmen og havnearbejderne, Rusty, Merrick og Winston
- Glenn Wrage som Cranky
- David Bedella som Victor og den cubanske mand
- Steven Kynman som Peter Sam og Paxton
- Micheal Legge som Luke